# Malá Mohelka
Malá Mohelka je pravostranný přítok říčky Mohelky v okrese Mladá Boleslav ve Středočeském kraji a v okrese Liberec v Libereckém kraji. Délka toku činí 12,8 km. Plocha povodí měří 19,4 km².

## Průběh toku

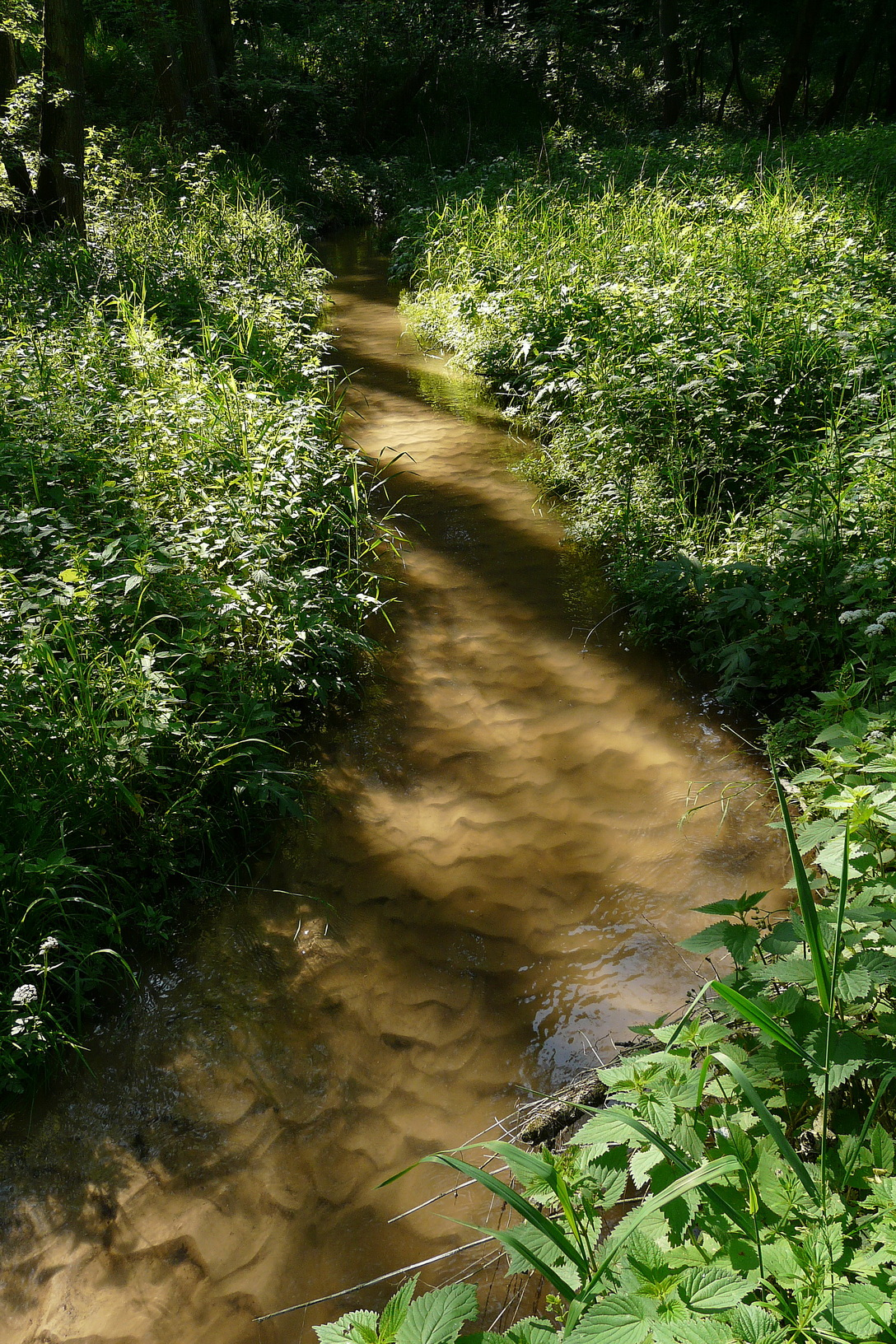
Malá Mohelka u Nantiškova

Potok pramení v údolí na severu obce Všelibice. Na počátečním úseku (asi 1,5 km) v okolí Všelibic prochází koryto potoka mělkým údolím, jinak je až do konce údolí zaříznuté, a prochází jím většinou neregulovaný meandrující tok. Směr toku je převážně jižní, jen závěrečná část od Ouče vede jihovýchodním směrem. U Podhory údolí vstupuje do mnohem širšího údolí Mohelky, do které se potok vlévá na jejím 2,3 říčním kilometru.

### Přítoky
Mohelka má pouze nepojmenované přítoky.

## Využití
Od Podhory po Ouč vede údolím modrá turistická trasa – cesta několikrát křižuje potok, a jelikož chybí můstky či lávky, je třeba potok překročit nebo přebrodit. Jediný rybník na celém toku Malé Mohelky se nachází za Všelibicemi.